# Santuario de Nuestra Señora de Monserrate (Orihuela)
El santuario de Nuestra Señora de Monserrate de Orihuela (Provincia de Alicante, España) se encuentra situado extramuros de la ciudad en el barrio denominado arrabal Roig o Rabaloche. Alberga a la patrona de la ciudad y su historia se encuentra indisolublemente unida a la misma desde antes de su reconquista por los cristianos. Su arquitectura es grandiosa y perteneciente al barroco con influencias ya del neoclásico. 
Pascual Madoz describe el santuario en su Diccionario Geográfico Estadístico Histórico de 1845 como el más importante de la ciudad de Orihuela: «La de Nuestra Señora de Monserrate es sin duda la de más importancia; ya por su antigüedad, ya por la grandiosidad del edificio; su imagen se veneraba en tiempo de los sarracenos por los cristianos reunidos en el arrabal Roig e iglesia de San Juan bajo el título de Nuestra Señora de la Puerta, y por temor de alguna profanación fue escondida debajo de una campana y encontrada por el año 1306. Los catalanes que poblaron la ciudad después de la conquista, la titularon de Monserrat, y aunque los monjes de Cataluña de su orden se opusieron a ello, lo decidió a favor de Orihuela el Papa Sixto IV en 12 de agosto de 1483. Por de pronto le edificaron una ermita en el mismo sitio que fue hallada que es el propio que ocupó la mencionada parroquia de San Julián, y que todavía se conserva en una de las capillas de la nueva iglesia; esta se construyó a mediados del siglo XVIII sacando su puerta y fachada principal a la plaza del mismo nombre. Es tan capaz, que sobre una gran nave tiene seis capillas por cada lado con sus respectivos altares, sosteniendo sus cuatro torales una grande y hermosa media naranja; el retablo del altar mayor es de madera, si bien una obra completa. Tiene órgano, púlpito, sacristía muy espaciosa y dos torres principales de sillería, con una provisional que sostiene tres campanas. En esta ermita hay fundada una cofradía compuesta de mayor de los habitantes de la ciudad, su huerta y campo: la imagen es la patrona de la población, y cuando ocurre alguna calamidad pública se lleva en procesión a la catedral, donde se coloca junto al altar mayor. Todos los años se celebra su festividad y novenario en dicha catedral, que principia en 8 de septiembre haciendo repique de campanas, fuegos artificiales y otras diversiones públicas». 

## Cronología
El origen de la Virgen de Monserrate, a cuya advocación se dedica el santuario, no está probado, pero existen tradiciones diversas sobre aquel. Una de ellas apunta a que fue esculpida por san Nicodemus y traída a Orihuela por san Trifón (discípulo de Santiago Apóstol), otra es una crónica que asevera que fueron los godos y que estos construyeron una capilla para su devoción. 
Lo cierto es que cuando Orihuela fue tomada por los musulmanes ya existía la parroquia de San Julián donde se veneraba la imagen de la Puerta, que es la misma que hoy veneramos bajo la advocación de Monserrate. 
La imagen fue escondida durante dicha ocupación y una vez reconquistada, los cristianos decidieron buscar la imagen de la Virgen. Un manuscrito de 1310 relata que en este año, el subterráneo sonido de una campana, fue oído durante tres noches consecutivas al pie del monte del castillo en su parte occidental, frente al cauce del río Segura. 
Agujereando la peña encontraron la imagen de la Virgen de madera de olivo de 42 cm de altura y sentada en una silla, teniendo al ser encontrada, según varios manuscritos, un niño en su mano que tenía un pájaro en sus dedos y estaba vestido de encarnado con manto azul. 
Por sorteo entre las denominaciones propuestas por las colonias de catalanes, valencianos y aragoneses residentes en la ciudad, salió el nombre de Monserrat. Posteriormente los padres benitos del convento de Monserrat de Cataluña sostuvieron un pleito por el título de la imagen. Por sentencia del Papa Sixto IV el 12 de agosto de 1483 fue castellanizado el nombre a Monserrate y creada una advocación nueva. 
A partir de este momento su primer santuario tenía su altar mayor en el lugar que ocupa la capilla de Cristo actual, detrás de esta se observa una concavidad en la montaña hecha a pico que se llama cueva de la Virgen y es el sitio donde estuvo oculta la imagen. 
El 15 de agosto de 1748 un terremoto causó el derrumbamiento de gran parte del templo, siendo trasladada la imagen de la Virgen de Monserrate a la catedral. En abril del año 1750 siendo obispo de esta diócesis don Juan Elías Gómez de Terán se comenzaron las obras del actual templo sobre el anterior que tardó en terminarse en 1775. En 1776, la imagen volvió a la nueva iglesia. 
Durante los siglos XVI y siguientes se acrecentó la devoción popular hasta ser declarada, a principios del siglo XVII, copatrona de la ciudad, confirmándose canónicamente esta declaración por la Santa Sede en 1920.

## Descripción del inmueble

### Templo
La nueva iglesia es de planta de cruz latina, conservando restos del primitivo templo en el lado del evangelio del crucero, donde se conserva el retablo original del siglo XVII en la capilla del Hallazgo. 
El antiguo templo de San Julián tuvo orientación este a oeste, el presbiterio se encontraba en esta orientación, y el acceso quedaba en posición opuesta, a levante. Mediante esta posición se podía conseguir la comunicación con la antigua casa de Misericordia, hoy desaparecida, que estaba en posición contigua al santuario. 
En el sitio del hallazgo de la imagen de la Virgen con el Niño se erigió un templo de reducidas dimensiones a modo de ermita. 
Durante el siglo XVII se construyó un nuevo templo ya de mayores dimensiones, orientado del norte a Sur, que se articulaba a raíz de la gruta en donde según la tradición fue hallada la Virgen, ocupando aproximadamente el espacio que comprende desde dicha capilla hasta la que hoy día es la puerta lateral que funcionaba entonces como portada principal de la iglesia.
En el siglo XVIII hubo un gran terremoto que hizo debilitar la estructura del templo construido en el siglo XVII. Aprovechando el templo barroco se contrapuso la nave central actual, utilizando la antigua nave central como Crucero de la nueva. El actual edificio supone un conjunto de más de 2.500 metros cuadrados compuesto por nave central con 8 capillas laterales, crucero, Capilla mayor, dos portadas: una principal y otra lateral, ambas de estilo neoclásico. 
El diseño de la nueva nave central fue realizado por el italiano Bernadino Rippa y fue promovido por el gran obispo Juan Elías Gómez de Terán, cuyo escudo episcopal campea en uno de los muros laterales del templo.
La planta del edificio que constituye el templo actual está inscrito un rectángulo, cuyo eje longitudinal tiene orientación norte sur, estando situado el acceso en la posición meridional. Tiene nave única dividida en cinco tramos. Los alzados alternan los vanos, rematados mediante arcos de medio punto, con los machones macizos que arrancan de un zócalo de piedra negra, a los cuales se adosan pilastras con capitel de orden corintio. Por encima hay un potente entablamento con el friso adornado, queda rematado por medio de una cornisa de vuelo considerable. El espacio se cierra mediante una bóveda de cañón corrida articulada mediante arcos torales que coinciden con el eje de las pilastras. En la bóveda se instalan los lunetos que permiten la apertura de las ventanas, necesarias para la iluminación interior. 
El tramo de la nave tiene capillas laterales, situadas entre contrafuertes, que a su vez quedan comunicadas entre sí mediante estrechas perforaciones practicadas en los mencionados elementos estructurales portantes. De los cinco tramos en que se divide la nave el primero, junto al acceso es más estrecho, allí las capillas laterales fueron sustituidas por las torres en forma de prisma cuadrado, donde se ubican las campanas en un cuerpo superior de las mismas. 
Las capillas laterales tienen planta cuadrada. Cada una tiene al fondo un altar en forma de retablo. La capilla del lado de levante, situada junto al crucero conserva la puerta que en su día conectaría con la mencionada Casa de Misericordia. 
El crucero ofrece mayor amplitud, coronando este espacio una cúpula de media naranja, que apoya directamente, sin la transición del tambor, sobre los cuatro arcos torales. El intradós está casetonado mediante una división que rememora la disposición a las cúpulas de la antigüedad de Roma, en especial el Panteón. 
En el presbiterio se encuentra la capilla mayor. El altar mayor es un enorme retablo, esculpido por José Puchol en la segunda mitad del siglo XVIII. 
La nave transversal se remata mediante bóveda de cañón seguido articulada por los arcos torales. La de poniente corresponde al antiguo edificio de San Julián, en cuyo testero se encuentra el retablo que preside esta capilla. 
Junto a esta capilla detrás del presbiterio se encuentra la sacristía compuesta de varias estancias. Una de ellas es una nave longitudinal formada por bóveda de cañón seguido articulado por los arcos torales. Da paso a una capilla cuya iluminación entra por las ventanas situadas en el espacio interior de los arcos torales, sobre los cuales a su vez descarga una cúpula de media naranja, en la que hace despiece de ocho nervios. Las paredes están enlucidas en yeso blanco, pintado mediante cenefas lineales y motivos vegetales de color azul, con algunos retoques en amarillo albero y cornisas marmorizadas. 
Adosado al presbiterio de la nave principal se encuentra una escalera de cierta amplitud, formada por dos tramos en ángulo, que conduce a las salas superiores donde se encuentra el camarín nuevo de la Virgen de Monserrate. Junto a él se encuentran varias estancias y la capilla alineada con el eje de la nave principal. Esta capilla dispone de un altar con gran profusión decorativa barroca, pavimento cerámico policromado y decoración en madera y escayola. 
Las pilastras del templo se encuentran decoradas por una colección de pinturas al óleo de finales del siglo XVII y principios del siglo XVIII atribuidas a Marcos Valero, Pintor de Cámara del rey Carlos II de España.

### El Retablo de la Capilla del Hallazgo
Se encuentra en la capilla del Hallazgo y está datado en 1690 y es de estilo barroco. En su parte inferior se encuentra la cueva donde se encontró la Virgen y en su camarín se ubicaba la antigua Virgen de Monserrate. 
El retablo consta de bando o predela y dos cuerpos superiores, el primero dividido en tres calles estructuradas por columnas salomónicas y el segundo cuerpo compuesto por una calle rematada por un frontón partido con el emblema de la Virgen de Monserrate. 
En la predela se encuentran los lienzos de El nacimiento de Cristo y La Adoración de los Reyes, obras del siglo XVI. En el centro se abre un arco que da acceso a la cueva del Hallazgo, que contiene la imagen de la Virgen en el interior de la campana. El retablo se divide en tres calles, separadas por columnas salomónicas, contando las calles laterales con un piso y la central con dos y ático.
En la calle central del primer cuerpo se encuentra un gran hueco al que recae el camarín de planta poligonal, en el que en la actualidad se venera la imagen del Cristo de la Buena Muerte. 
En las calles laterales se encuentran las imágenes de San Ramón y San Pascual adquiridas en 1946. En el cuerpo superior se ubica el lienzo «La Coronación de la Virgen María» flanqueado por columnas salomónicas.
La capilla posee una estructura cuadrangular cubierta con una cúpula sin tambor, con copulín, apoyada sobre pechinas ricamente ornamentadas. Consta de un retablo barroco que enmarca el camarín originario de la virgen, al que se accede, tras atravesar una puerta trasera situada en la sacristía, por una escalinata que contiene un interesante conjunto de azulejería valenciana de los SS. XVII-XVIII
La Capilla Mayor del Hallazgo, entonces Capilla Mayor del Templo, está decorada por un retablo realizado por Antonio Caro "el Viejo" en 1690, policromado por el pintor valenciano Bartolomé Albert y dorado por Heredia. Dicho retablo tiene tres óleos a su vez, del propio Bartolomé Albert. El retablo es obra barroca, tallada por Antonio Caro el Viejo, policromada por Bartolomé Albert y dorado por Heredia. Es el único retablo de estas dimensiones anterior al siglo XVIII que existe en la diócesis de Orihuela en la actualidad.
La hornacina central del banco se trata de la cueva donde según la tradición se produjo el Milagroso Hallazgo de la imagen de la Virgen en 1306, tras llevar más de medio siglo buscándola.
La hornacina principal del retablo la ocupa en la actualidad el Cristo de la Buena Muerte. Hasta la ampliación del templo, la imagen de la Patrona se encontraba en esta hornacina. La Capilla del Hallazgo pasó a ocupar un lugar secundario dentro de la nueva edificación, localizándose en el lado del Evangelio del crucero de la nueva iglesia, albergando en su camarín, un Santo Cristo Crucificado que sustituía a la Patrona, a partir de entonces venerada en su nuevo altar Mayor. Dicho Crucificado fue destruido en la Guerra Civil de 1936-1939 y sustituido por otro del taller de Félix Granda de Madrid, atribuido a José Capuz Mamano y a un discípulo suyo, Julio Vicent Mengual.
Sobre ella se encuentra un óleo que representa la Coronación de la Virgen en los cielos. Él ático, a modo de frontón se encuentra partido por el emblema de la Virgen de Monserrate.
Asimismo, el ya dicho pintor Bartolomé Albert, realizó para el exorno de la cúpula un conjunto de 7 pinturas: 3 de ellas cubren los lienzos lunetos de dicha cúpula, siendo de grandes dimensiones otras cuatro que cubren las pechinas. Todos ellos son de temas marianos. Los marcos de estos lienzos se encuentran ricamente ornamentados con motivos vegetales entrelazados y rocallas propias del siglo XVII- XVIII.
La Capilla su vez tiene 4 capillas dedicadas a varios santos: Santa Catalina, Santa Rita, la Virgen del Remedio, etc.

### El retablo Mayor
Es un gran retablo de estilo rococó con gran recargamiento decorativo y gran movimiento con entrantes y salientes. 
Su estructura compositiva se puede dividir en tres partes: la primera sería la base, la segunda la parte central, con tres calles conformadas por pilares de orden gigante, donde se ubica, en medio el arco de medio punto que alberga el camarín nuevo, y la tercera el ático del retablo. 
Se alza sobre una base plana de mármol negro con grandes placas de jaspe de Novelda. En el centro del altar se ubica un templete de madera sobre cuatro columnas doradas sobre plintos y con capiteles compuestos coronados por un frontón partido. 
En el primer cuerpo en las calles laterales se hallan dos esculturas de tamaño casi natural de las otras dos patronas de Orihuela: Las Santas Justa y Rufina. 

### Crucero
El actual crucero se corresponde con la antigua nave principal del templo a la que en el siglo XVIII se contrapuso la actual, cambiando con ello la orientación del templo. 
En el punto de cruce entre la nave principal y el crucero se eleva una cúpula de media naranja sobre pechinas, decorada con casetones. Las pechinas se encuentran decoradas con cuatro lienzos con forma oval, obra de Antonio Villanueva, realizadas en el siglo XVIII. En ellos se representa a San Agustín, San Ambrosio, San Gregorio Magno y San Jerónimo. El marco de dichos lienzos es de madera dorada y tallada al estilo rocalla, del siglo XVIII.
La parte norte del crucero es de mayor longitud que la parte sur. Aquella es de estilo barroco del siglo XVII y se corresponde con la capilla del Hallazgo, mientras que la parte sur es neoclásica del siglo XVIII, que se corresponde con la capilla de San José.

### Capilla de San José
Obra del siglo XVIII, realizada en estilo neoclásico. La hornacina central se encuentra enmarcada por columnas pareadas marmóreas de orden palladiano que sostienen un gran entablamento a modo de arco del triunfo.

### Órgano del templo
Obra del siglo XIX realizado por el famoso organero vasco Juan Amezua quien lo instaló en el Santuario junto a su hijo Aquilino Amezua de Azpeitia (Vizcaya) en 1872 de cuyo taller saldría en 1928 el órgano de la Catedral de Valladolid. La caja es de estilo neogótico, también del siglo XIX, realizada en madera tallada y barnizada al natural. Fue restaurado en el año 2007.

### Las fachadas
En el inmueble son perceptibles dos fachadas. La principal está situada en la vía pública que corresponde a la orientación meridional. Presenta unidad en su aspecto, pero hay que diferenciar dos tramos superpuestos en vertical. El inferior ofrece una altura considerable, realizado en una sillería de gran tamaño y despiece regular. Los laterales de las torres ofrecen un ligero resalte sobre el tramo central. Aquí se encuentra el hueco de entrada, remarcado mediante una portada retablo, formado por un piso inferior y ático superpuesto. El piso inferior ofrece un pedestal o basamento común con sendas columnas exentas a los lados del hueco de acceso, siendo pilastras en los laterales exteriores. Los cuatro elementos tienen capiteles de orden corintio. Por encima apoya un entablamento con frontón partido de lados curvados. El ático se enmarca por medio de sendas columnas dispuestas sobre las de nivel inferior. Hacia el interior aparecen sendas pilastras, de manera que se invierte el orden del cuerpo inferior. En la cartela central se encuentra un motivo en bajorrelieve con el anagrama de la Virgen María. Remata el ático un entablamento de escasa relevancia y un frontón partido que apoya sobre las columnas. Por encima del entablamento y entre y entre los lados del frontón aparece una ventana, enmarcada mediante una moldura muy plana, terminada mediante un remate, a modo de guardapolvo, curvado. 
En estilo el pórtico evidencia la influencia de un cierto neoclasicismo, propio del momento de la realización. Con todo hay todavía cierta influencia del barroco, tal como evidencia la jerarquización de los elementos planos adosados a los muros, además de aquellos exentos. Utiliza la variedad en los elementos pétreos, con la combinación de piedra blanca y negra, además de las incrustaciones con mármoles de diferentes colores. 
En el tramo superior de la fachada el muro está construido en mampostería, siendo el revestimiento externo un enfoscado de mortero. La sección horizontal del cuerpo de la torre es más reducido, al igual que el tercero donde se sitúan las campanas. El tramo central ofrece un imafronte formado por un perfil en curva. A mayor altura sobresale el que sirve de remate a la nave central igualmente siguiendo curvas y contracurvas. 
La fachada de levante es un elemento plano y opaco, resuelto mediante fábrica de sillería. Alcanza la altura del cuerpo inferior de la fachada principal. Por encima se aprecian los contrafuertes, formados por delgados prismas, que la nave central. 
En esta fachada de levante hay una segunda puerta, de trazado más modesto. El hueco está enmarcado mediante una moldura de escaso relieve y entidad. Sobre el mismo un frontón que se curva en el tramo central permite la colocación del escudo con el lema de la Virgen de Monserrate, la roca y la sierra. 
En la esquina a los pies de la torre sur se encuentra un gran escudo con las armas del obispo don Juan Elías Gómez de Terán.
Todo este conjunto ha sido Declarado Bien de Interés Cultural debido a los valores culturales, históricos, etnológicos y artísticos que encierra.